# Роже Цицеро
Роже Цицеро (нар. 6 липня, 1970 року в Берліні — пом. 24 березня 2016 року в Гамбурзі) — німецький співак, поп- і джаз-виконавець, син румунського піаніста Ойгена Цицеро. Зазвичай виступав у супроводі біг-бенда, інтепретуючи оригінальний репертуар: сучасні пісні німецькою мовою, написані та аранжировані в свінговій манері.

## Біографія
Роже вперше виступив на сцені разом із німецькою співачкою Хелен Віта. Коли йому було 18, він поступив у консерваторію Хонер у Тронссінгені, де навчався гри на фортепіано гітарі та співові. У 1989—1992 роках виступав із Horst Jankowski Trio, з Eugen Cicero Trio (група його батька), а також із Bundesjugendjazzorchester (молодіжним джаз-оркестром Німеччини), будучи тоді під керівництвом Пітера Хербольцхаймера. З 1991 по 1996 роки Роже вивчає джазолву манеру співу в Амстердамській академії мистецтв у Хілверсюмі. Відтоді його запросили у групи Jazzkantine та Soulounge, у складі яких він брав участь у джазовому фестивалі у Монтрё. У 2003 году заснував «Квартет Роже Цицеро» — проте він не припиняв виступати із своїм біг-бендом, який налічував 11 музикантів.
У 2006 році Роже взяв участь у записі альбому Good Morning Midnight (Доброго ранку, північ) джазової піаністки Джулії Халсманн, а в травні випустив свій перший сольний альбом Männersachen. Спільна робота з тринадцятьма композиторами (більш за все, із Матіасом Хассом і Френком Рамондом) надає його пісням незвичне звучання. Schieß mich doch zum Mond стала німецькою версією пісні Френка Сінатри Fly Me to the Moon. Трек Zieh die Schuh aus (Зніми своє взуття), який в іронічній манері показує боротьбу чоловіків і жінок, досягув 71 місця у німецьких чатах. Альбом Männersachen досягнув третє місце.
Учасник Євробачення в 2007 році. Його пісня Frauen regier’n die Welt («Жінки керують світом») зайняла 19 місце. 7 липня 2007 року був учасником концерту Live Earth.
1 травня 2008 року у нього народився син Луїс.
Акторським дебютом для Роже Цицеро став фільм Hilde (2009). За його роль музиканта Ріккі Блюма Роже отримав теплі відгуки критиків. Сам фільм, поставлений Каєм Весселом, розказує про життя німецької співачки та актриси Хільдегарт Кнеф.
Третій сольний альбом співака Artgerecht вийшов у світ 3 квітня 2009 року.
Помер 24 березня 2016 року у віці 45 років у Гамбурзі внаслідок ішемічного інсульту, як і його батько.

## Дискографія

### Альбоми
- 2003: The Essence Of A Live Event
- 2004: Home
- 2005: There I go
- 2006: Good Morning Midnight
- 2006: Männersachen
- 2007: Beziehungsweise
- 2009: Artgerecht
- 2009: A Tribute to Die Fantastischen Vier
- 2011: In diesem Moment
- 2012: Giraffenaffen
- 2014:  Was immer auch kommt

### Сингли
- 2006: Zieh die Schuh aus (GER #71)
- 2006: So geil Berlin
- 2006: Ich atme ein (GER #74)
- 2006: Murphys Gesetz (Promo Single)
- 2007: Frauen regier’n die Welt (GER #7, AUT #51, SWI #64)
- 2007: Guess who rules the world (Online Single)
- 2007: Die Liste
- 2007: Bin heute Abend bei dir (Online Single)
- 2008: Wovon träumst du nachts? (Online Single)
- 2008: Alle Möbel verrückt live
- 2009: Nicht Artgerecht
- 2009: Boutique
- 2009: Seine Ruhe
- 2010: Tabu
- 2011: In Diesem Moment
- 2012: Für nichts auf dieser Welt
- 2014: Wenn es morgen schon zu Ende wär
- 2015: The Roger Cicero Jazz Experience

### DVD
- 2007: Roger Cicero: Männersachen Live! (Recorded on Feb. 18th, 2007 in Frankfurt/Main)
- 2008: Roger Cicero — Beziehungsweise Live (Recorded on Feb. 13, 2008 in Berlin)
- 2009: Roger Cicero:-pimmel sind dumm LIve (recorded on Feb.21, Düsseldorf)
- 2010: Roger Cicero - Live at Montreux 2010  (Recorded on July 12, 2010 at the Montreux Jazz Festival)